# FC Feniks
FC Feniks – kosowski klub futsalowy z siedzibą w mieście Glogovac, obecnie występuje w najwyższej klasie rozgrywkowej Kosowa.

## Skład
| Nr | Poz. | Piłkarz        |
| -- | ---- | -------------- |
| 1  | BR   | Lulzim Jusufi  |
| 2  | BR   | Cris           |
| 3  | OB   | Narcis Alibegu |
| 4  | PO   | Dardan Topilla |
| 5  | NA   | Victor Vieira  |
| 6  | NA   | Ani Mullaj     |
| 7  | NA   | Ramadan Alaj   |
| 8  | PO   | Azem Brahimi   |
| 9  | NA   | Agon Ramadani  |

| Nr | Poz. | Piłkarz          |
| -- | ---- | ---------------- |
| 10 | NA   | Mentor Mejzini   |
| 11 | NA   | Marcelo          |
| 16 | OB   | Shpend Brahimi   |
| 17 | OB   | Kemajl Gashi     |
| 18 | PO   | Marcel Rodek     |
| 19 | PO   | Shqipron Brahimi |
| 20 | OB   | Michal Belej     |
| —  | BR   | Fidan Gashi      |
| —  | OB   | Angellot Caro    |

## Sukcesy
- Mistrzostwo Kosowa (7): 2003/04, 2005/06, 2007/08, 2008/09, 2009/10, 2015/16, 2017/18
- Puchar Kosowa (6): 2010/11, 2011/12, 2013/14, 2014/15, 2015/16, 2017/18
- Superpuchar Kosowa (3): 2008/09, 2010/11, 2013/14